# Sidney Paget
Sidney Edward Paget (4. října 1860, Londýn, Velká Británie – 28. ledna 1908, Margate, Kent, Velká Británie) byl britský ilustrátor. Ilustroval příběhy Sherlocka Holmese, jejichž autorem byl spisovatel Arthur Conan Doyle, v časopise Strand Magazine.